# 虻田洞爺湖インターチェンジ
虻田洞爺湖インターチェンジ（あぶたとうやこインターチェンジ）は、北海道虻田郡洞爺湖町三豊にある道央自動車道のインターチェンジである。
上り線（長万部方向）の場合、豊浦市街への最寄ICとなっている。
| 移設前の旧IC出口は閉鎖され「ここでは出られません」の標識が立つ（左：上り線、右：下り線） |  | 移設前の旧IC出口は閉鎖され「ここでは出られません」の標識が立つ（左：上り線、右：下り線） |
| 移設前の旧IC出口は閉鎖され「ここでは出られません」の標識が立つ（左：上り線、右：下り線） |  |                                                                                          |

## 歴史
供用開始当初は、現在の位置よりも2.3kmほど室蘭方面寄り（豊浦ICから15.5km、伊達ICから11.3km）に設けられていたが、2007年12月21日の国道230号新ルート開通に伴い、当ICも新ルート上（洞爺湖町三豊の三豊トンネルと青葉トンネルの間）に移設された。
- 1994年（平成6年）3月30日：伊達IC - 虻田洞爺湖IC間が開通。
- 2000年（平成12年）
  - 3月29日：有珠山噴火の恐れが高まったため、虻田洞爺湖ICを含む周辺ICが順次通行止めとなる[3]。
  - 3月31日：有珠山が噴火。道央道の路面・橋梁・トンネルが損傷を受ける。
  - 7月13日：虻田洞爺湖仮出入口に一時的にIC機能を移転し、虻田洞爺湖仮出入口 - 豊浦IC間の通行止を解除[4]。
- 2001年（平成13年）
  - 2月9日 : 伊達IC - 虻田洞爺湖IC間が復旧[4]。
  - 6月30日 : 虻田洞爺湖IC - 虻田洞爺湖仮出入口間が復旧[4]。
- 2007年（平成19年）12月21日 : 国道230号の新ルート上にICを移設[1]し、旧ICは廃止された。なお、IC間の距離が変わったために一部区間の料金が改定された[5]。
- 2018年（平成30年）12月 : IC番号が「13」から「14」に変更[注 1]。

## 周辺
- 洞爺湖
- 洞爺湖温泉
- 壮瞥温泉
- 有珠山
- 昭和新山
- 洞爺駅（JR北海道・室蘭本線）
- 洞爺湖町役場

## 接続する道路
- 直接接続
  - 国道230号
  - 北海道道578号洞爺虻田線

- 間接接続
  - 国道37号

## 料金所
- ブース数：3

### 入口
- ブース数：1
  - ETC・一般：1

### 出口
- ブース数：2
  - ETC専用：1
  - 一般：1

## 隣
E5 道央自動車道
(13)豊浦IC - 豊浦噴火湾PA（噴火湾展望公園） - (14)虻田洞爺湖IC - (15)伊達IC

## その他
通常の「方面、車線及び出口の予告」標識はIC出口の1kmと500m手前に設けられる事が多いが、虻田洞爺湖ICの上り線（函館方向）には手前に洞爺トンネルが、下り線（札幌方向）には手前に虻田トンネルと青葉トンネルがあるため、上り線の洞爺トンネル手前に1.6km・洞爺トンネル内に800m・洞爺トンネルを抜けた直後の橋梁直前に300mの標識と、下り線の虻田トンネル手前に1.5km・青葉トンネル直前に700mの標識を設置している。
虻田洞爺湖ICの、上り線（函館方面）側手前5kmと下り線（札幌方面）側手前2kmに設置の「方面と距離」標識下部に英文の補助標識が取り付けられているが、これは2008年7月7日から7月9日まで行われた北海道洞爺湖サミットに合わせ、開催直前に追加された物である。なお、上り側5km手前の標識は旧虻田洞爺湖ICの手前2kmを示す「方面と距離」標識を現ICの距離に置き換えた物である。
なお現在は、標識のヒラギノ化による更新で英文の補助標識は撤去された。

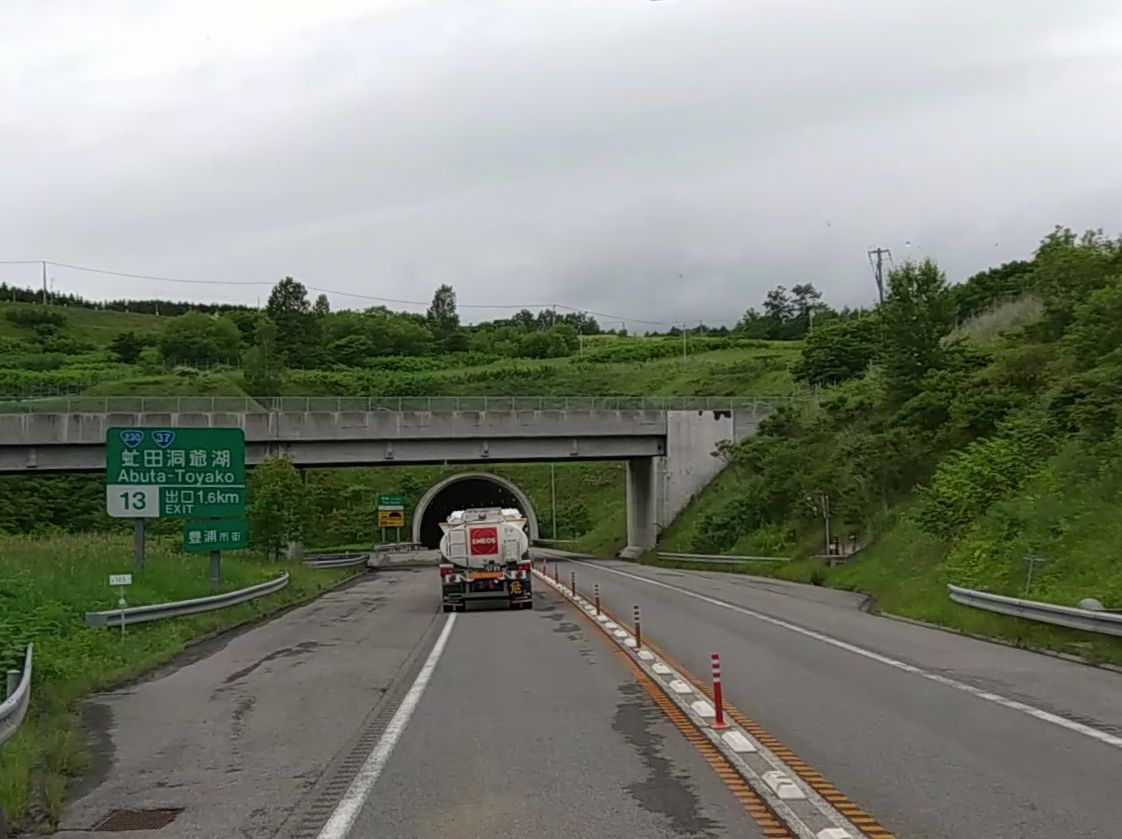
虻田洞爺湖IC「方面及び出口の予告」標識（上り線（函館方向））、ICより1.6 km手前・洞爺トンネル手前にある。
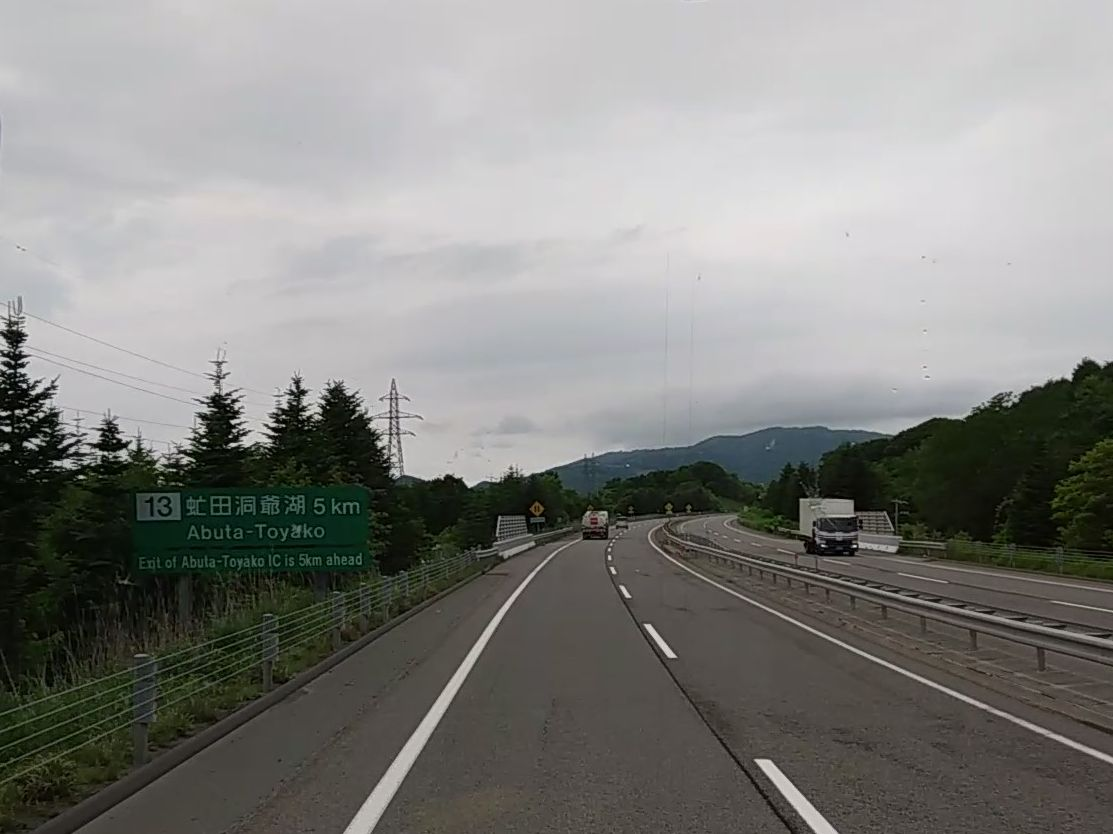
虻田洞爺湖IC「方面と距離」標識（上り線（函館方向））、現ICより5 km手前（旧IC2 km手前の標識設置箇所）にあり、下部に北海道洞爺湖サミット直前に取り付けられた英文の補助標識が付けられている。現在は標識のヒラギノ化による更新で英文の補助標識は撤去された。